# هيلالة (الزاويت)
هيلالة هي إحدى مشيخات المملكة المغربية، تتبع جغرافيا لإقليم الصويرة وإداريًا لالزاويت. يقدر عدد سكانها بـ 3686 نسمة حسب الإحصاء الرسمي للسكان والسكنى لسنة 2004.